# Réflexe archaïque

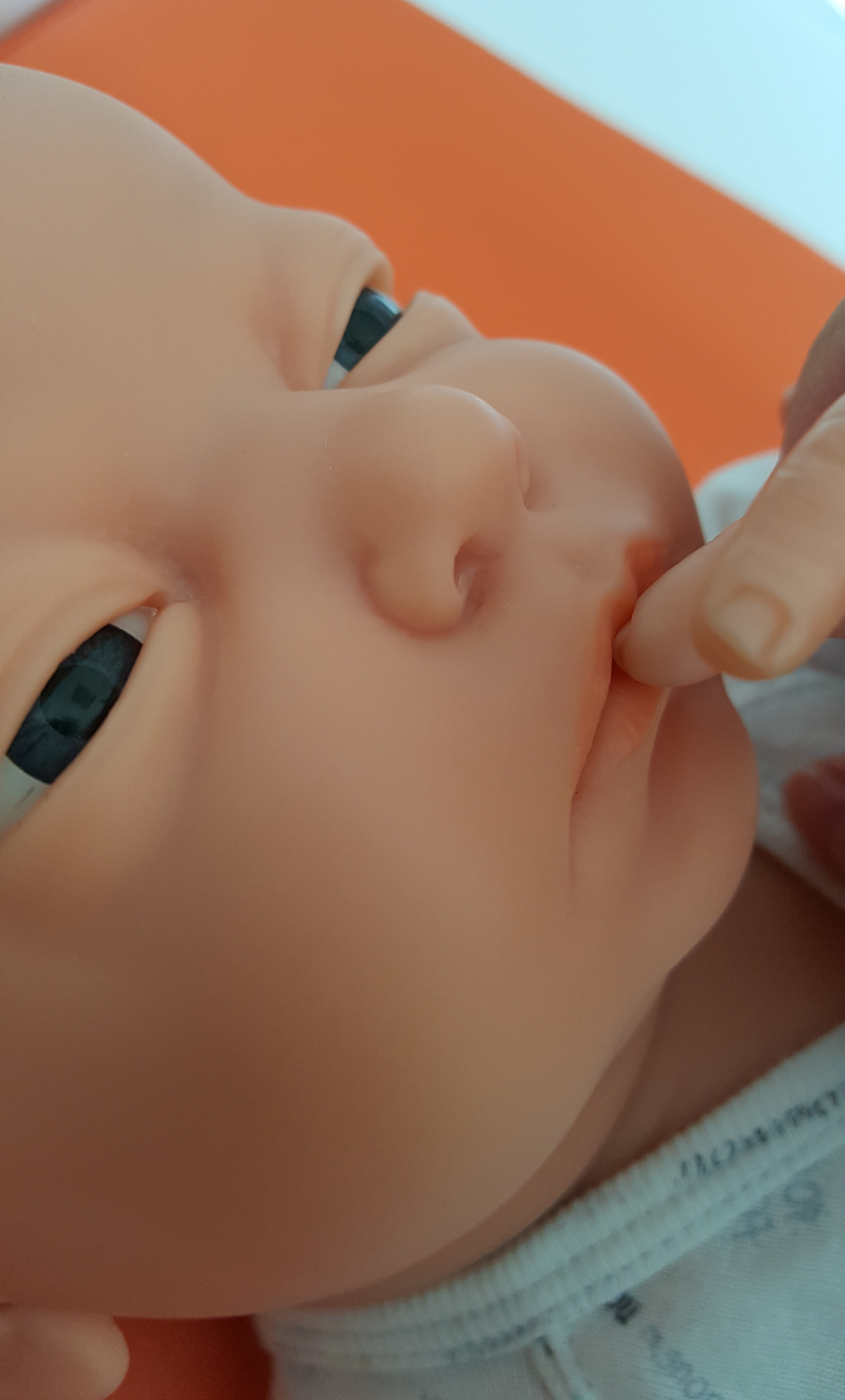
Réflexe de succion chez un bébé.

Les réflexes archaïques sont des réflexes, ou mouvements automatiques involontaires, caractéristiques des nouveau-nés en réponse à certains stimuli, sans modulation et ayant un bas niveau de différenciation,. Leurs intensités varient d’un enfant à l’autre et d’une situation à l’autre. Ils sont systématiquement recherchés par le médecin ou la sage-femme lors du premier examen médical ; ils témoignent du bon développement du système nerveux et d'un tonus musculaire satisfaisant. La persistance des réflexes au-delà d'un certain âge peut être le signe d'un trouble du développement.
Les réflexes primaires sont essentiellement contrôlés par le tronc cérébral puisqu’à la naissance, la maturation du système nerveux central demeure inachevée et la myélinisation présente se fait initialement dans les voies sous-corticales. Ultérieurement, cette myélinisation atteindra les voies cortico-spinales (cortex cérébral) qui assureront l’intégration progressive des réflexes primaires et le contrôle volontaire des mouvements, généralement entre les 3e et 6e premiers mois de vie,,.
Un trouble de développement ou une lésion au niveau du système nerveux (ex : paralysie cérébrale, traumatisme crânien cérébral, accident vasculaire cérébral, démence, etc.) peut entraîner la persistance des réflexes primaires ou la réémergence de ceux-ci ainsi que la perturbation de l’acquisition du contrôle moteur et des réactions posturales qui influenceront le niveau de fonctionnement et d’autonomie de la personne dans ses activités de la vie quotidiennes.
Certains de ces réflexes peuvent réapparaître chez la personne âgée souffrant de démence par un processus appelé le "relâchement frontal". Durant la maturation du cerveau et spécialement des lobes frontaux, ces réflexes archaïques sont inhibés ou disparaissent presque entièrement. Lorsqu'une pathologie neurodégénérative atteint le lobe frontal, ce dernier n'est plus en mesure d'exercer son inhibition sur le tronc cérébral alors ces réflexes réapparaissent. Ce sont des réflexes primitifs qui se distinguent des réflexes adaptatifs, tel que le clignement des yeux, et le bâillement.
En fonction des différentes parties du corps qu’ils activent, on pourra qualifier les réflexes de centraux (l’ensemble du corps) ou périphériques (les membres), simples ou complexes (mono-actes ou composés), dynamiques (séquence de mouvements) ou statiques (préparent à une position spécifique), transitionnels (vers la verticalisation) ou posturaux (maintien de la posture dans le champ gravitationnel tout au long de la vie) (figure 2). Le “programme” de développement de chaque réflexe est commun à l’espèce humaine. Ainsi les niveaux d’intégration sont imbriqués les uns dans les autres et les réflexes s’enchaînent successivement dans un ordre bien précis. Ils obéissent à un schéma d’intégration séquentiel. Les différentes phases de leur évolution permettent la maturation du système nerveux par une organisation neuronale plus sophistiquée. L’enfant possède alors les fondations nécessaires à son plein épanouissement.
Les réflexes archaïques sont, :
- Le réflexe de succion : la succion désigne l'action de sucer, d'attirer un liquide ou un semi-liquide dans la bouche en faisant le vide dans la cavité buccale par une forte aspiration[9]. Un mouvement de succion rythmique est observé quand on lui touche la commissure des lèvres. Ce réflexe permet l’alimentation. Le réflexe de succion permet aussi au bébé de se calmer.
- Le réflexe de préhension : grasping en anglais, quand une stimulation est effectuée sur la surface palmaire ou plantaire du nourrisson, il effectue une flexion ferme des doigts ou des orteils du (des) membre(s) stimulé(s). Sa prise est si forte qu’il est possible de soulever l’enfant. Ce réflexe aide au lien d’attachement entre les parents et l’enfant. Sa disparition permet la préhension volontaire[3],[10],[4],[2],[11].
- Le réflexe de Moro : également appelé réflexe de défense (réflexe des bras en croix ou d’embrassement), le nourrisson réagit à un stimulus soudain (lumière, son, changement de positions rapide, perturbation de la surface où il repose, etc.) en écartant brusquement ses bras et ses jambes et les ramène dans un mouvement d’étreinte comme pour s’agripper à sa mère. Ce réflexe se fait de façon symétrique ; une asymétrie indiquerait une atteinte de type neurologique ou alors musculosquelettique[1],[10],[4],[2],[11]. L’absence de ce réflexe est rare et peut orienter vers un problème comme une hypotonie congénitale. Il s’agit d’automatismes chez l’enfant, qui peuvent persister jusqu'à 5 mois chez le bébé.
- Les réflexes de redressement et de marche automatique : lorsque le nourrisson est placé en position verticale et qu'on lui fait toucher une surface solide avec les pieds, il se redresse en étendant ses jambes et son tronc, en étant légèrement incliné vers l’avant et se met à « marcher » spontanément un bref moment, sans contrôle postural[1],[10],[4],[2].
- Le réflexe de fouissement : lorsque le nouveau-né est placé sur son ventre immédiatement après l'accouchement, il rampe jusqu'au sein maternel et cherche le mamelon[12].
- Le réflexe des points cardinaux : également appelé réflexe de recherche, la stimulation tactile de la joue entraîne une rotation de la tête vers le côté stimulé et le bébé ouvre la bouche pour téter. Ce réflexe contribue à faciliter l’allaitement au sein[10],[4].
- Le réflexe de survie : lorsque couché sur le ventre ou lorsque son visage est recouvert par un drap, par exemple, il relève sa tête et la remue pour dégager son nez ou pour faire tomber le tissu. En cas d’échec, il peut aussi employer ses bras[2].
- Le réflexe de nage : lorsque le nourrisson a la face dans l’eau, il effectue des mouvements de bras et de jambes pour patauger/nager. Ce réflexe ne l’empêche toutefois pas d’avaler de l’eau ; le parent doit donc réagir rapidement[13],[11].
- Le réflexe tonique asymétrique du cou : également appelé le réflexe de l’escrimeur, lorsque, couché sur le dos, la tête de l’enfant est tournée d’un côté (par lui-même ou par une tierce personne), l’extension du bras du même côté que la tête ainsi que la flexion du bras opposé ont lieu. Ce réflexe joue un rôle dans le développement de la coordination visuo-motrice[2]. Si ce réflexe persiste, l’intégration bilatérale sera affectée. L’enfant aura de la difficulté à étendre le bras d’un côté sans tourner la tête du même côté, à fléchir un bras sans tourner la tête du côté opposé et à ramener ses deux membres sur la ligne médiane. Il lui sera donc difficile ou impossible d’amener de la nourriture à sa bouche, de tenir un objet avec les deux mains, de tenir un objet devant soi à l’aide d’une main tout en le regardant, etc.[14].
- Le réflexe tonique symétrique du cou : lorsque, en position assise ou quadrupède, la tête du nourrisson est penchée vers l’avant, une flexion des membres supérieurs et une extension des membres inférieurs se produisent. À l’inverse, lorsque la tête est basculée vers l’arrière, les membres supérieurs s’étendent et les membres inférieurs se fléchissent. Si ce réflexe persiste, l’enfant sera incapable de maintenir son équilibre en étant à quatre pattes ni de ramper sans fixer sa tête. Il lui sera difficile de passer de couché à assis puisque, en levant la tête, ses jambes s’étendront et contreront le mouvement voulu[14].
- Le réflexe glabellaire : lorsque la glabelle est tapotée, le nourrisson ferme les yeux. Ce réflexe permet la protection des yeux.
- Le réflexe cutané plantaire parfois nommé signe de Babinski ou de Koch (lorsque son inversion abolit sa manifestation normale), dont l'absence ou annulation de l'inversion à maturité est un signe pathognomique de toute atteinte du faisceau pyramidal, en fait aussi partie : il ne s'agit pas de survie mais lorsque le nourrisson de système nerveux et psychomoteur immature, notamment qui n'a pas acquis la marche, a la plante des pieds stimulée, il est normal que le gros orteil s'élève majestueusement par réflexe primitif, ainsi parfois que les autres orteils, ou ceux-ci se disposent en éventail ; plus tard, le réflexe sain est le repli.

D’autres réflexes primaires existent mais ne sont pas traités ici. Aussi, certains réflexes primaires demeurent présents, même en grandissant : le hoquet, le bâillement, l’éternuement, la déglutition, la toux, le clignement des yeux….
Les réflexes primitifs s’apparentent à des programmes de mouvements automatiques, communs à l’espèce humaine. Ils sont déclenchés par des stimuli sensoriels spécifiques. Leur rôle : protection et survie, connexions cérébrales, intégration sensorielle et développement moteur dans le champ gravitationnel.
Attention : il existe des pseudos sciences prétendant "intégrer" les réflexes archaïques,  les estimant causes de différents troubles (apprentissages, motricité,  comportement...). Ces pratiques sont dénoncées par le monde scientifique et les instances telles que le CNPP (conseil national professionnel des psychomotriciens).